# メコン川委員会
メコン川委員会（メコン河委員会、めこんがわいいんかい、英語: Mekong River Commision : MRC）は、タイ王国（タイ）・ラオス・カンボジア・ベトナムの4か国が加盟する、水資源に関する国際機関である。

## 沿革
1957年10月、カンボジア王国・ラオス王国・タイ・ベトナム共和国（南ベトナム）の4か国によってメコン河下流域調査調整委員会（通称メコン委員会）が設立され、バンコクに事務局が置かれた。1975年、タイ以外のインドシナ三国の社会主義国化で活動を休止した。1977年4月、カンボジア以外の3か国はメコン委員会再開に向けて協議を開始。
1978年1月、メコン河下流域調査調整暫定委員会（暫定メコン委員会）発足。1991年7月、カンボジアが復帰。1995年4月5日、4か国は中国・ミャンマーの加盟を視野に入れた協定を締結、メコン川委員会として再発足した。
この間、西側諸国や国際連合機関などの援助を受けて、ダム建設・発電所建設・河川舟運航路改良・灌漑・洪水制御・調査研究・養成訓練などの事業を実施した。